# Chloroclystis nigropunctata
Chloroclystis nigropunctata är en fjärilsart som beskrevs av Chant. 1833. Chloroclystis nigropunctata ingår i släktet Chloroclystis och familjen mätare. Inga underarter finns listade i Catalogue of Life.